# Max (programvara)
Max, även känt som Max/MSP/Jitter, är ett visuellt programmeringsspråk för musik och multimedia utvecklat av mjukvaruföretaget Cycling '74 och har sitt huvudkontor i San Francisco. Under sin mer än trettioåriga historia har det använts av kompositörer, artister, forskare och artister för att skapa inspelningar, framträdanden och installationer.
Max-programmet är modulärt, med de flesta rutiner som delade bibliotek. Max har en stor användarbas bland programmerare utan anknytning till Cycling '74 vilka förbättrar programvaran med kommersiella och icke-kommersiella tillägg till programmet. Tack vare denna utbyggbara design, som samtidigt representerar både programmets struktur och dess grafiska användargränssnitt (GUI), har Max beskrivits som lingua franca för att utveckla mjukvara för interaktiv musikframställning.

## Historik

### 1980-talet
Miller Puckette började arbeta med Max 1985 vid Institut de Recherche et Coordination Acoustique/Musique (IRCAM) i Paris.   Ursprungligen kallad The Patcher, denna första version erbjöd kompositörer ett grafiskt gränssnitt för att skapa interaktiva datormusikpartitur på Macintosh. Vid detta skede i utvecklingen kunde Max inte själv utföra ljudsyntes i realtid, utan sände istället kontrollmeddelanden till externa syntar och samplers via MIDI eller liknande protokoll.

### 1990-talet
Zicarelli förvärvade år 1997 publiceringsrättigheterna för Max och startade ett nytt företag, Cycling '74, för att fortsätta kommersiell utveckling av programmet.   
IRCAM:s egen utveckling av Max började också trappa ner. Den sista versionen som togs fram där var jMax, en direkt efterföljare till Max/FTS, utvecklad 1998 för Silicon Graphics (SGI) och senare för Linux-system. Programmet använde Java för det grafiska gränssnittet och C för den realtidsbaserade kärnan, och släpptes så småningom som öppen källkod.

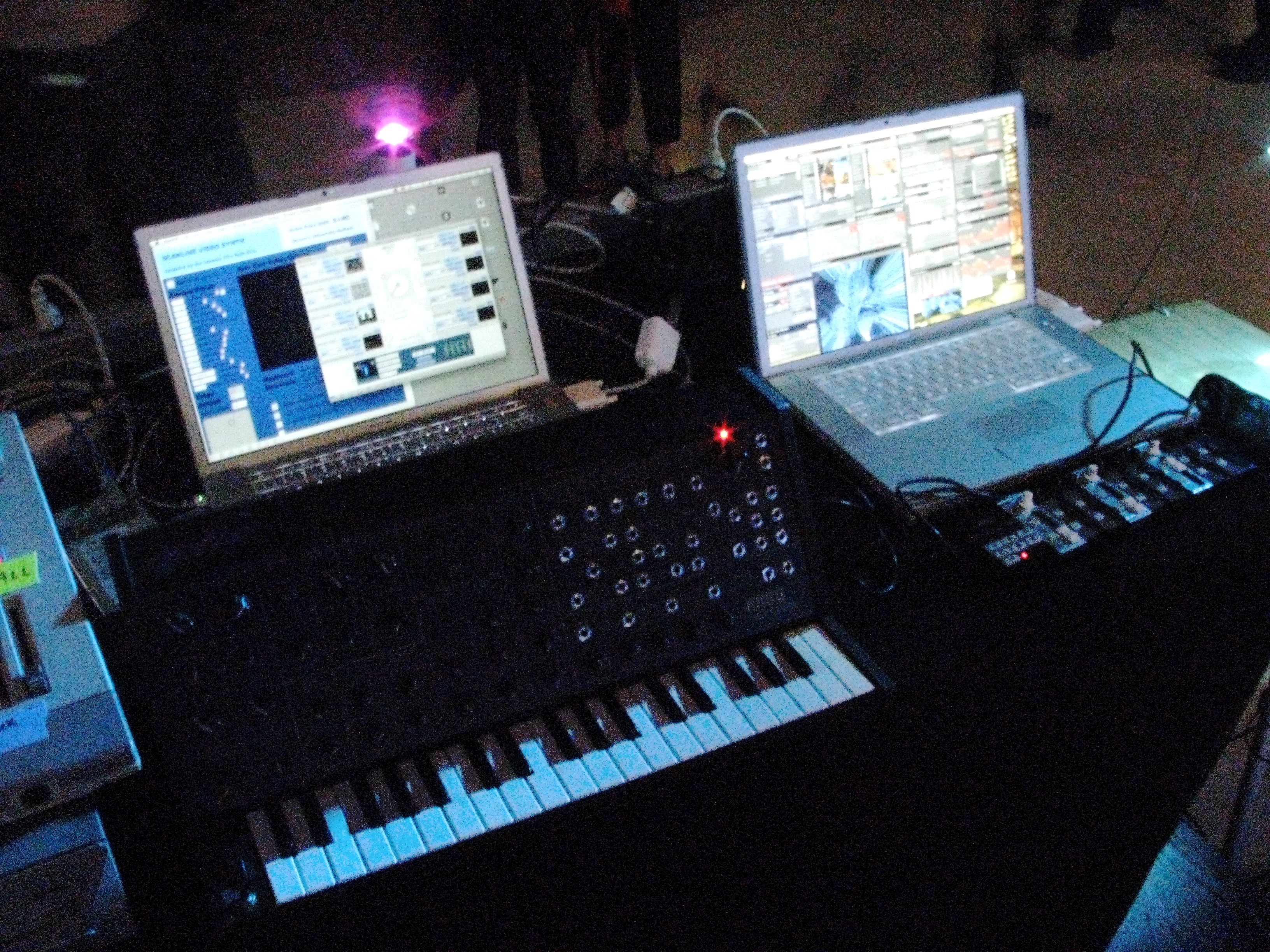
Olika syntar och instrument kopplade till Max

Samtidigt hade Puckette på egen hand lanserat ett helt omarbetat kompositionsverktyg med öppen källkod, kallat Pure Data (Pd), år 1996. Trots vissa tekniska skillnader i jämförelse med IRCAM:s versioner byggde det vidare på samma tradition. Cycling '74:s första version av Max kom 1997 och byggde delvis på Puckettes arbete med Pure Data. Programmet kallades Max/MSP ("Max Signal Processing", eller initialerna för Miller Smith Puckette) och är fortfarande den mest kända av Max många utbyggnader och varianter. Den gjorde det möjligt att bearbeta digitala ljudsignaler i realtid utan särskild DSP-hårdvara, vilket innebar att tonsättare kunde skapa egna avancerade syntar och effektprocessorer med en vanlig dator, till exempel en Macintosh PowerBook G3.

### 2000-talet
Även om NATO.0+55+3d blev allt mer populärt bland multimediaartister, avbröts utvecklingen plötsligt år 2001. SoftVNS, ett annat paket med tillägg för visuell bearbetning i Max, släpptes 2002 av den kanadensiske mediekonstnären David Rokeby. Cycling '74 lanserade sitt eget paket för videobearbetning, Jitter, tillsammans med Max 4 år 2003, vilket tillförde stöd för video i realtid, OpenGL-grafik och matrisbaserad bearbetning. Max 4 var också den första versionen som kunde köras på Windows. Max 5, som kom 2008, innebar den första större omarbetningen av det grafiska användargränssnittet för patchning i Max kommersiella historia.

### 2010-talet
Under 2011 blev Max 6 kompatibel med 64-bitars operativsystem. Samtidigt lanserades integrering med Ableton Live, samt ett tillägg som heter Gen, vilket kan kompilera optimerade Max-patchar för att få förbättrad prestanda. Max 7 släpptes 2014 och fokuserade på förbättringar av 3D-rendering. 
Den 6 juni 2017 tillkännagav Ableton köpet av Cycling '74. Max fortsatte därefter att utvecklas av Cycling '74, med David Zicarelli kvar i företaget. 
Den 25 september 2018 släpptes Max 8.  Några av de nya funktionerna inkluderade MC, ett nytt sätt att arbeta med flera kanaler, stöd för JavaScript med Node for Max, samt Vizzie 2. 

### 2020-talet
Den 29 oktober 2024 släpptes Max 9, vilken är den senaste versionen av programvaran.

## Språk

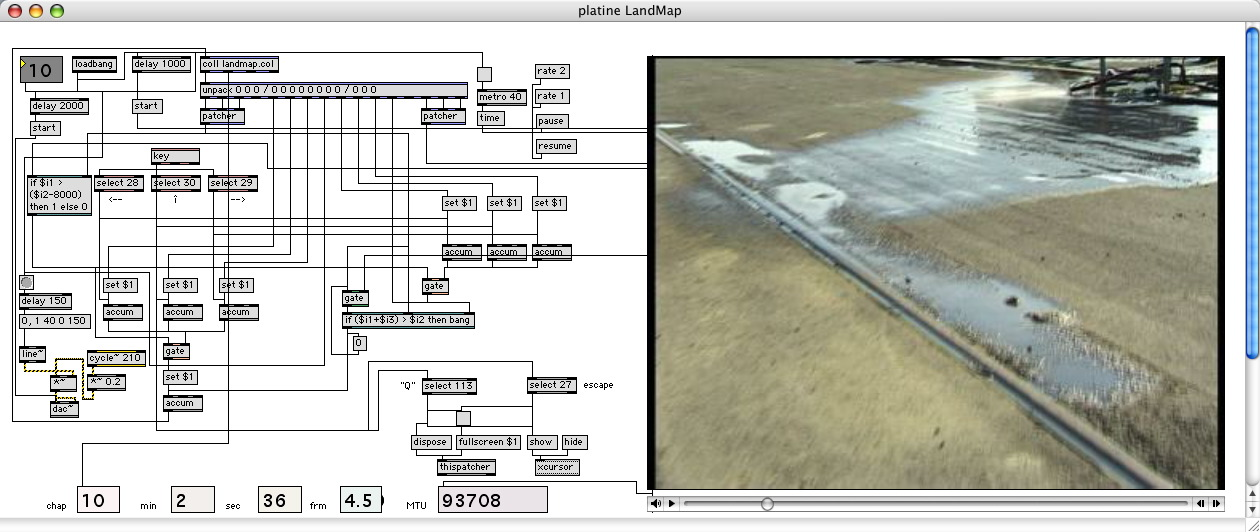
Skärmdump av ett äldre Max/Msp-gränssnitt

Max är uppkallad efter kompositören Max Mathews och kan betraktas som en ättling till hans MUSIC-språk.
Det grundläggande språket för Max och dess syskonprogram är ett dataflödessystem: Max-program (vilka kallas för patchar) skapas genom att man arrangerar och kopplar ihop olika objekt i en så kallad patcher. Dessa objekt fungerar som fristående program, som vart och ett kan ta emot input (genom en eller flera visuella ingångar), generera utgående data (genom visuella utgångar) eller både och. Objekt skickar meddelanden från sina utgångarna till ingångarna på anslutna objekt.